# Пшеничне (Сіверськодонецький район)
Пшени́чне — село в Україні, у Кремінській міській громаді Сіверськодонецького району Луганської області. Населення становить 69 осіб.